# Badminton 1923
Höhepunkte des Badmintonjahres 1923 waren die All England, die Irish Open und die Scottish Open.
==Internationale Veranstaltungen ==
| Veranstaltung | Herreneinzel           | Dameneinzel            | Herrendoppel                       | Damendoppel                           | Mixed                               |
| ------------- | ---------------------- | ---------------------- | ---------------------------------- | ------------------------------------- | ----------------------------------- |
| All England   | George Alan Thomas     | Lavinia Clara Radeglia | Frank Devlin Gordon Mack           | Margaret Rivers Tragett Hazel Hogarth | Gordon Mack Margaret Rivers Tragett |
| Irish Open    | G. S. B. Mack          | -                      | G. S. B. Mack George Alan Thomas   | D. Pilkington D. Anderson             | Frank Devlin E. F. Stewart          |
| Scottish Open | William Mather Swinden | -                      | George Alan Thomas Herbert S. Uber | Hazel Hogarth Kitty McKane            | George Alan Thomas Margaret Tragett |